# 血染雪山堡 (电影)
《血染雪山堡》（英語：Where Eagles Dare），是1968年米高梅公司根据蘇格蘭小說家阿利斯泰尔·麦克林（Alistair Stuart MacLean）同名小说拍摄的一部电影。

## 剧情
为了找出潜伏在盟军阵营的德国间谍，大概在1943年年末和1944年年初的一天，盟军故意让一名由美军士兵扮演的“美国陆军准将”乔治·卡纳比被德军俘虏，随后他被关押在霍亨维尔芬城堡。随后英国秘密情报局的罗兰海军上将（迈克尔·霍登饰）和特纳陆军上校（帕特里克·外马克饰）派出一支7个人的小分队前去营救乔治·卡纳比“准将”。这7个人里面有英军少校约翰·史密斯（李察·波頓饰）和美国陆军中尉莫里斯·谢弗（克林·伊斯威特饰），这6个人里面只有约翰·史密斯知道乔治·卡纳比的准将军衔是假的。与此同时，在霍亨维尔芬城堡附近，有玛丽·埃里森暗地里帮助他们执行任务，这只有约翰·史密斯知道。
7人小分队降落后，麦弗逊生和无线电操作员哈罗德神秘死亡，约翰·史密斯、莫里斯·谢弗和剩下的3个人托马斯、伯克利、克里斯琴森设法混入了霍亨维尔芬城堡，玛丽·埃里森则被盖世太保少校哈朋带入了霍亨维尔芬城堡。
盖世太保少校哈朋被玛丽·埃里森吸引的离开了会议室，约翰·史密斯、莫里斯·谢弗和托马斯、伯克利、克里斯琴森闯入德国国防军将军罗泽迈尔和党卫队少校克莱默的会议室时，约翰·史密斯、莫里斯·谢弗突然发现托马斯、伯克利、克里斯琴森原来是德国间谍，约翰·史密斯和莫里斯·谢弗处于不利地位，但是约翰·史密斯异常冷静的叫莫里斯·谢弗把枪丢下，并宣称自己是党卫队国家安全部的少校约翰恩·施密特，并拆穿了“美国陆军准将”乔治·卡纳比的真实身份——卡特莱特·琼斯陆军下士，约翰·史密斯还宣称托马斯、伯克利、克里斯琴森是英国人打入德国的间谍，为了证明谁才是真正的德国间谍，约翰·史密斯提议自己和托马斯、伯克利、克里斯琴各自在纸上写下潜伏入盟军阵营的德国间谍名单，各人写下了名单后，约翰·史密斯把自己写的给党卫队少校克莱默看，上面是空白，克莱默发现自己上当了，但是约翰·史密斯、莫里斯·谢弗已经用枪控制了会议室。约翰·史密斯随后把托马斯、伯克利、克里斯琴写的名单装入自己口袋中。
这时，盖世太保少校哈朋赶到，被莫里斯·谢弗击毙，德国国防军将军罗泽迈尔、党卫队少校克莱默随后也被约翰·史密斯和莫里斯·谢弗击毙，约翰·史密斯和莫里斯·谢弗随后和玛丽·埃里森、卡特莱特·琼斯（乔治·卡纳比的假扮者）逃出了霍亨维尔芬城堡，途中托马斯、伯克利、克里斯琴森试图逃脱而自取灭亡。
约翰·史密斯坐在一架飞机上接他们回国，在回国的飞机上，约翰·史密斯指出特纳陆军上校是间谍，特纳陆军上校在回国受审和自杀之间选择了自杀。

## 本片历史错误
- 纳粹德国空军从来没有用直升机（当时处于试验阶段，安全性不高）去将一位将军级的人物从柏林运送到巴伐利亚。
- 盖世太保少校哈朋穿的是1939年前一般党卫队的黑色制服，实际上当时普通党卫队和国防军一样穿的是灰色制服。
- 德国国防军将军罗泽迈尔对党卫队少校克莱默说要在“陆军之内解决问题”，不要让盖世太保来解决，实际上党卫队并不属于国防军陆军，并且盖世太保也是党卫队的一部分。